# Nora Istrefi
Nora Istrefi (Pristina, 25 marzo 1986) è una cantante kosovara, sorella della cantante Era Istrefi.

## Discografia

### Album in studio
- 2005 – Engjëll
- 2006 – Opium
- 2008 – Another World
- 2009 – N'ora

### Singoli
- Shko tash
- Taxi
- 2006 – Negativ
- 2007 – Mos më le
- 2008 – Një ditë
- 2008 – Another World
- 2009 – Keq u pafshim
- 2009 – Vetëm mua
- 2010 – Secret
- 2010 – Dy Shoke
- 2011 – Unë e di